# Doussay
Doussay est une commune du Centre-Ouest de la France, située près de Lencloître, dans le département de la Vienne en région Nouvelle-Aquitaine.
Doussay comprend plusieurs hameaux dont certains se situent aux portes du bourg de Lencloître comme La Jutière, Malfiance, La Reculée ou Massilly.
Ses habitants sont appelés les Dousséens.

## Géographie

### Localisation
Doussay est situé à 5 km au nord-ouest du bourg de Lencloître et à 23 km de Châtellerault, la plus grande ville à proximité.

### Communes limitrophes
| Verrue           | Saires    | Savigny-sous-Faye      |
| Coussay          | Doussay   | Saint-Genest-d'Ambière |
| Chouppes         | Thurageau | Lencloître             |
| Enclave : Cernay |           |                        |

### Climat
Le climat qui caractérise la commune est qualifié, en 2010, de « climat océanique altéré », selon la typologie des climats de la France qui compte alors huit grands types de climats en métropole. En 2020, la commune ressort du même type de climat dans la classification établie par Météo-France, qui ne compte désormais, en première approche, que cinq grands types de climats en métropole. Il s’agit d’une zone de transition entre le climat océanique, le climat de montagne et le climat semi-continental. Les écarts de température entre hiver et été augmentent avec l'éloignement de la mer. La pluviométrie est plus faible qu'en bord de mer, sauf aux abords des reliefs.
Les paramètres climatiques qui ont permis d’établir la typologie de 2010 comportent six variables pour les températures et huit pour les précipitations, dont les valeurs correspondent à la normale 1971-2000. Les sept principales variables caractérisant la commune sont présentées dans l'encadré ci-après.
| Paramètres climatiques communaux sur la période 1971-2000 - Moyenne annuelle de température : 11,5 °C - Nombre de jours avec une température inférieure à −5 °C : 2,5 j - Nombre de jours avec une température supérieure à 30 °C : 5,9 j - Amplitude thermique annuelle : 15,2 °C - Cumuls annuels de précipitation : 651 mm - Nombre de jours de précipitation en janvier : 10,7 j - Nombre de jours de précipitation en juillet : 6,5 j |

Avec le changement climatique, ces variables ont évolué. Une étude réalisée en 2014 par la Direction générale de l'Énergie et du Climat complétée par des études régionales prévoit en effet que la  température moyenne devrait croître et la pluviométrie moyenne baisser, avec toutefois de fortes variations régionales. La station météorologique de Météo-France installée sur la commune et en service de 1991 à 2016 permet de connaître l'évolution des indicateurs météorologiques. Le tableau détaillé pour la période 1981-2010 est présenté ci-après.
| Mois                                  | jan.           | fév.           | mars           | avril         | mai           | juin          | jui.          | août          | sep.          | oct.          | nov.          | déc.           | année      |
| ------------------------------------- | -------------- | -------------- | -------------- | ------------- | ------------- | ------------- | ------------- | ------------- | ------------- | ------------- | ------------- | -------------- | ---------- |
| Température minimale moyenne (°C)     | 2              | 1,7            | 3,4            | 4,9           | 8,7           | 11,4          | 13,1          | 13,3          | 10,4          | 8,4           | 4,6           | 2,2            | 7          |
| Température moyenne (°C)              | 5,1            | 5,7            | 8,5            | 10,6          | 14,6          | 17,9          | 20            | 20,1          | 16,5          | 13            | 8,1           | 5,2            | 12,1       |
| Température maximale moyenne (°C)     | 8,1            | 9,8            | 13,6           | 16,3          | 20,6          | 24,5          | 26,9          | 26,9          | 22,7          | 17,5          | 11,7          | 8,2            | 17,3       |
| Record de froid (°C) date du record   | −14,4 09.01.09 | −16,8 11.02.12 | −11,9 01.03.05 | −4,4 10.04.03 | −1,4 14.05.10 | 2 01.06.11    | 4,8 10.07.04  | 4,6 30.08.93  | 1,7 20.09.12  | −5,5 30.10.97 | −8,7 22.11.93 | −10,4 30.12.96 | −16,8 2012 |
| Record de chaleur (°C) date du record | 15,9 05.01.99  | 22,1 15.02.98  | 24,9 19.03.05  | 29,2 30.04.05 | 32,8 30.05.01 | 37,2 22.06.03 | 38,7 19.07.16 | 41,3 06.08.03 | 33,7 11.09.99 | 29,8 02.10.11 | 22,5 08.11.15 | 18,6 07.12.00  | 41,3 2003  |
| Précipitations (mm)                   | 48             | 34,3           | 39,9           | 46,7          | 49,2          | 45,5          | 42            | 43,4          | 50,7          | 62,5          | 69,4          | 60,9           | 592,5      |

## Urbanisme

### Typologie
Au 1er janvier 2024, Doussay est catégorisée commune rurale à habitat très dispersé, selon la nouvelle grille communale de densité à sept niveaux définie par l'Insee en 2022.
Elle est située hors unité urbaine. Par ailleurs la commune fait partie de l'aire d'attraction de Châtellerault, dont elle est une commune de la couronne,. Cette aire, qui regroupe 44 communes, est catégorisée dans les aires de 50 000 à moins de 200 000 habitants,.

### Occupation des sols
L'occupation des sols de la commune, telle qu'elle ressort de la base de données européenne d’occupation biophysique des sols Corine Land Cover (CLC), est marquée par l'importance des territoires agricoles (86,6 % en 2018), une proportion sensiblement équivalente à celle de 1990 (86,7 %). La répartition détaillée en 2018 est la suivante : 
terres arables (53,2 %), zones agricoles hétérogènes (27,1 %), forêts (12,8 %), prairies (6,3 %), zones urbanisées (0,6 %). L'évolution de l’occupation des sols de la commune et de ses infrastructures peut être observée sur les différentes représentations cartographiques du territoire : la carte de Cassini (XVIIIe siècle), la carte d'état-major (1820-1866) et les cartes ou photos aériennes de l'IGN pour la période actuelle (1950 à aujourd'hui).

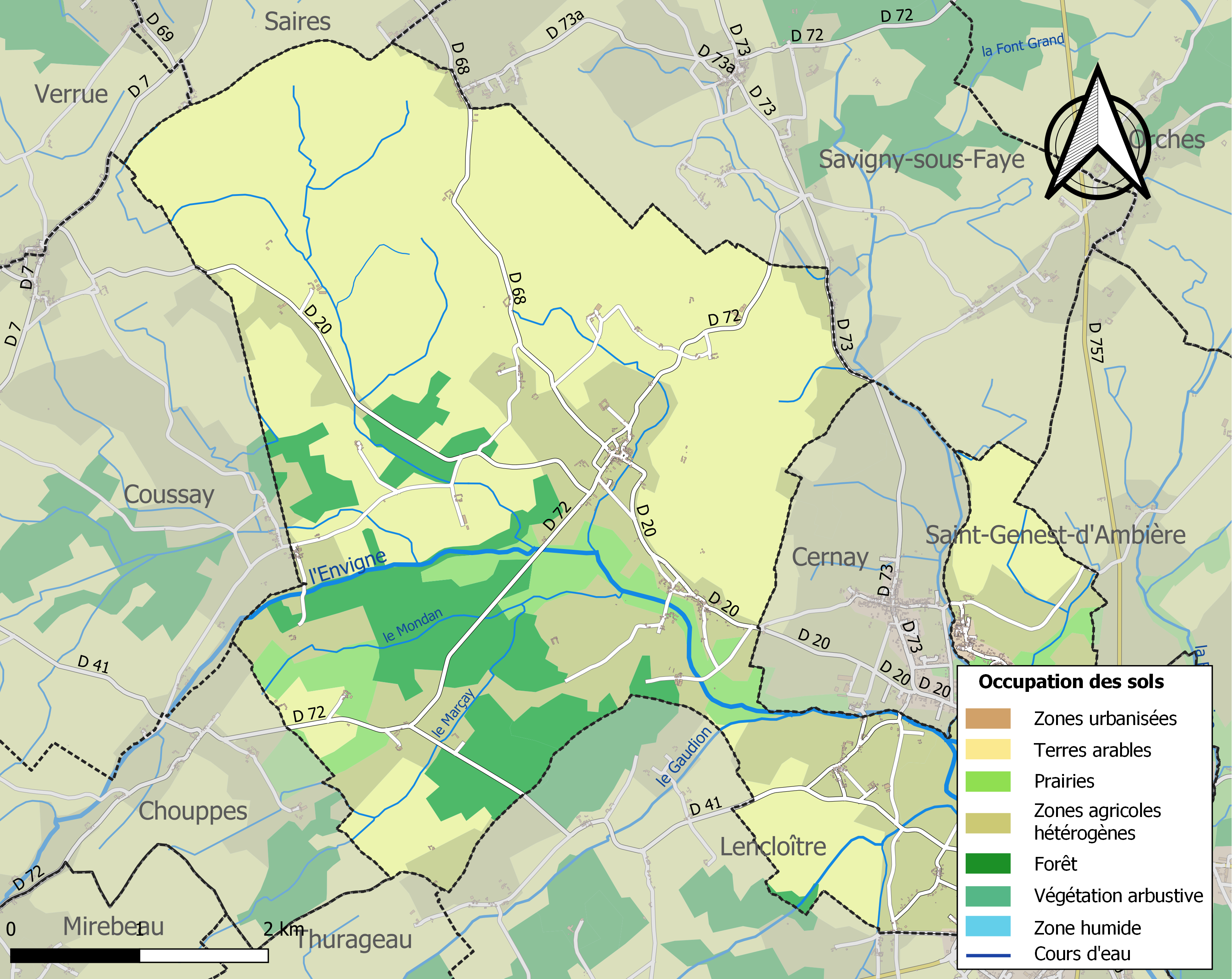
Carte des infrastructures et de l'occupation des sols de la commune en 2018 (CLC).

### Risques majeurs
Le territoire de la commune de Doussay est vulnérable à différents aléas naturels : météorologiques (tempête, orage, neige, grand froid, canicule ou sécheresse), inondations, mouvements de terrains et séisme (sismicité modérée). Il est également exposé à un risque technologique,  le transport de matières dangereuses. Un site publié par le BRGM permet d'évaluer simplement et rapidement les risques d'un bien localisé soit par son adresse soit par le numéro de sa parcelle.

#### Risques naturels
Certaines parties du territoire communal sont susceptibles d’être affectées par le risque d’inondation par débordement de cours d'eau, notamment l'Envigne. La commune a été reconnue en état de catastrophe naturelle au titre des dommages causés par les inondations et coulées de boue survenues en 1982, 1999 et 2010,.

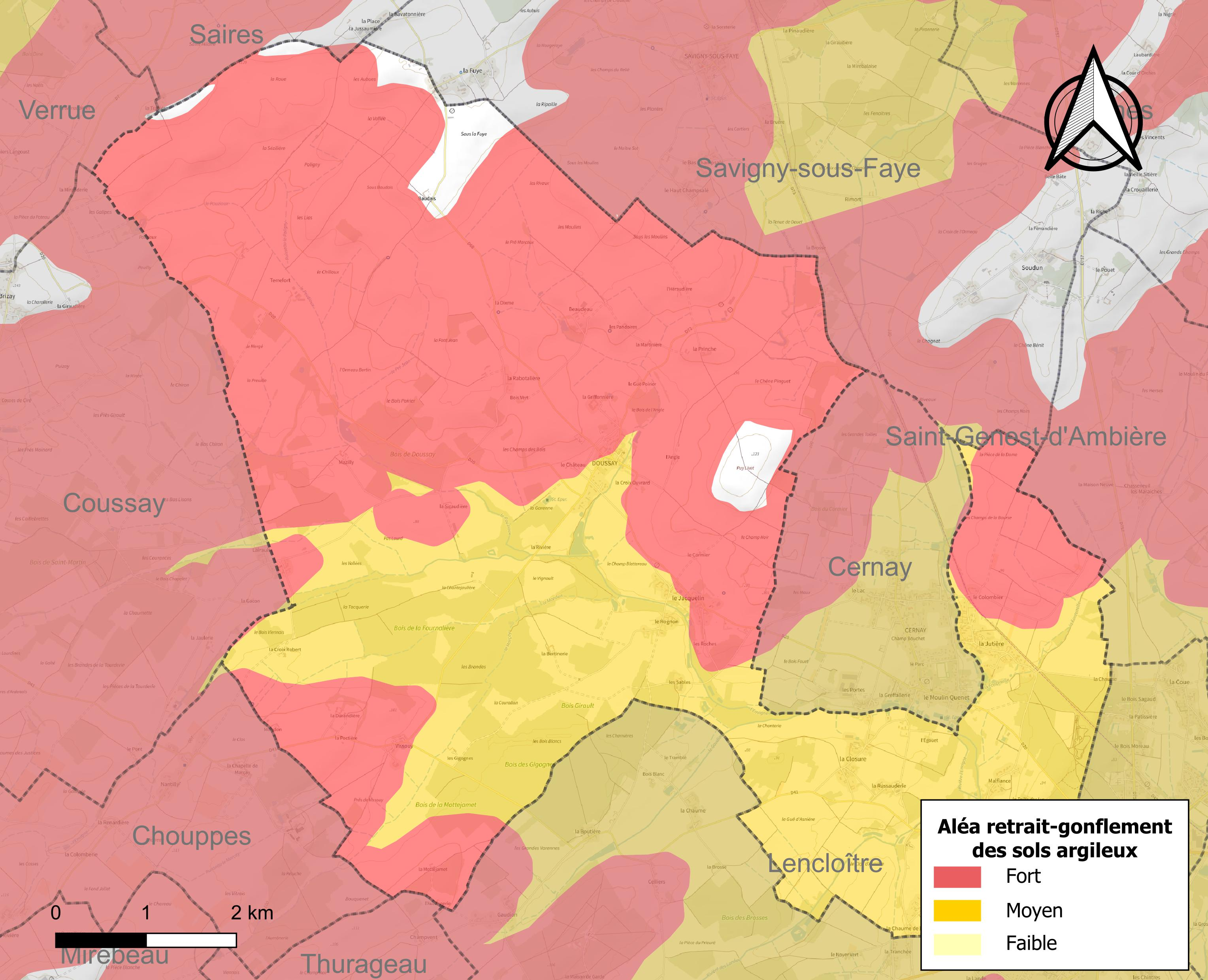
Carte des zones d'aléa retrait-gonflement des sols argileux de Doussay.

Les mouvements de terrains susceptibles de se produire sur la commune sont des tassements différentiels. Le retrait-gonflement des sols argileux est susceptible d'engendrer des dommages importants aux bâtiments en cas d’alternance de périodes de sécheresse et de pluie. 97,1 % de la superficie communale est en aléa moyen ou fort (79,5 % au niveau départemental et 48,5 % au niveau national). Depuis le 1er octobre 2020, en application de la loi ÉLAN, différentes contraintes s'imposent aux vendeurs, maîtres d'ouvrages ou constructeurs de biens situés dans une zone classée en aléa moyen ou fort,.
La commune a été reconnue en état de catastrophe naturelle au titre des dommages causés par des mouvements de terrain en 1999 et 2010.

## Toponymie
Le nom du village proviendrait du patronyme « Dociacus », qui apparut en 774.

## Politique et administration

### Intercommunalité
Doussay est rattachée à la communauté d'agglomération de Grand Châtellerault.

### Liste des maires
| Période    | Période  | Identité       | Étiquette | Qualité     |
| ---------- | -------- | -------------- | --------- | ----------- |
| avant 1988 | ?        | André Moulin   | DVG       | Instituteur |
| mars 2001  | en cours | Philippe Bigot |           |             |

### Instances judiciaires et administratives
La commune relève du tribunal d'instance de Poitiers, du tribunal de grande instance de Poitiers, de la cour d'appel  Poitiers, du tribunal pour enfants de Poitiers, du conseil de prud'hommes de Poitiers, du tribunal de commerce de Poitiers, du tribunal administratif de Poitiers et de la cour administrative d'appel  de  Bordeaux, du tribunal des pensions de Poitiers, du tribunal des affaires de la Sécurité sociale de la Vienne, de la cour d’assises de la Vienne.

### Services publics
Les réformes successives de la Poste ont conduit à la fermeture de nombreux bureaux de poste ou à leur transformation en simple relais. Toutefois, la commune a pu maintenir son Agence Postale.

## Démographie
L'évolution du nombre d'habitants est connue à travers les recensements de la population effectués dans la commune depuis 1793. Pour les communes de moins de 10 000 habitants, une enquête de recensement portant sur toute la population est réalisée tous les cinq ans, les populations de référence des années intermédiaires étant quant à elles estimées par interpolation ou extrapolation. Pour la commune, le premier recensement exhaustif entrant dans le cadre du nouveau dispositif a été réalisé en 2007.

En 2022, la commune comptait 680 habitants, en évolution de +3,5 % par rapport à 2016 (Vienne : +0,6 %, France hors Mayotte : +2,11 %).
| 1793 | 1800 | 1806 | 1821 | 1831 | 1836 | 1841 | 1846 | 1851 |
| ---- | ---- | ---- | ---- | ---- | ---- | ---- | ---- | ---- |
| 810  | 570  | 737  | 601  | 761  | 814  | 833  | 879  | 848  |

| 1856 | 1861 | 1866 | 1872 | 1876 | 1881 | 1886 | 1891 | 1896 |
| ---- | ---- | ---- | ---- | ---- | ---- | ---- | ---- | ---- |
| 882  | 847  | 856  | 817  | 837  | 883  | 898  | 893  | 876  |

| 1901 | 1906 | 1911 | 1921 | 1926 | 1931 | 1936 | 1946 | 1954 |
| ---- | ---- | ---- | ---- | ---- | ---- | ---- | ---- | ---- |
| 879  | 870  | 810  | 764  | 795  | 731  | 734  | 757  | 774  |

| 1962 | 1968 | 1975 | 1982 | 1990 | 1999 | 2006 | 2007 | 2012 |
| ---- | ---- | ---- | ---- | ---- | ---- | ---- | ---- | ---- |
| 734  | 649  | 603  | 574  | 565  | 537  | 590  | 598  | 659  |

| 2017 | 2022 | - | - | - | - | - | - | - |
| ---- | ---- | - | - | - | - | - | - | - |
| 653  | 680  | - | - | - | - | - | - | - |

En 2008, selon l’Insee, la densité de population de la commune était de 23 hab./km2 contre 61 hab./km2 pour le département, 68 hab./km2 pour la région Poitou-Charentes et 115 hab./km2 pour la France

## Économie

### Agriculture
Selon la direction régionale de l'Alimentation, de l'Agriculture et de la Forêt de Poitou-Charentes, il n'y a plus que 24 exploitations agricoles en 2010 contre 26 en 2000.
Les surfaces agricoles utilisées ont diminué et sont passées de 1 496 hectares en 2000 à 1 482 hectares en 2010. 62 % sont destinées à la culture des céréales (blé tendre essentiellement mais aussi orges et maïs), 19 % pour les oléagineux (colza et tournesol essentiellement), 5 % pour le fourrage et 1 % reste en herbe. En 2000, un hectare (0 en 2010) était consacré à la vigne.
Trois exploitations en 2010 (contre cinq en 2000) abritent un petit élevage de bovins (84 têtes en 2010 contre 311 têtes en 2000). trois exploitations en 2010 (contre zéro en 2000) abritent un élevage peu significatif d'ovins (9 têtes), et une exploitation abrite un élevage caprin. L'élevage de volailles a disparu en 2010 (562 têtes sur onze fermes en 2000).

### Développement durable
Un parc de six éoliennes devrait se construire sur le territoire de la commune. En raison de lieu de nidification de l'Outarde canepetière et d'une opposition des habitants directement impactés par les futures nuisances de ces éoliennes, ce projet ne  devrait pas aboutir. Fin 2014, la préfecture de la Vienne a refusé le permis de construire. Le maire avait annoncé qu'il respecterait les décisions de la république. Malgré ces déclarations, un appel a été fait, en opposition donc également des souhaits des riverains limitrophes du projet notamment est des avis de toutes les communes avoisinantes. En juillet 2017, le permis de construire et exploitation a été accordé en catimini, les conseillers municipaux n'étant eux-mêmes pas informés de l'avancée du dossier.[réf. nécessaire]

## Culture locale et patrimoine

### Lieux et monuments

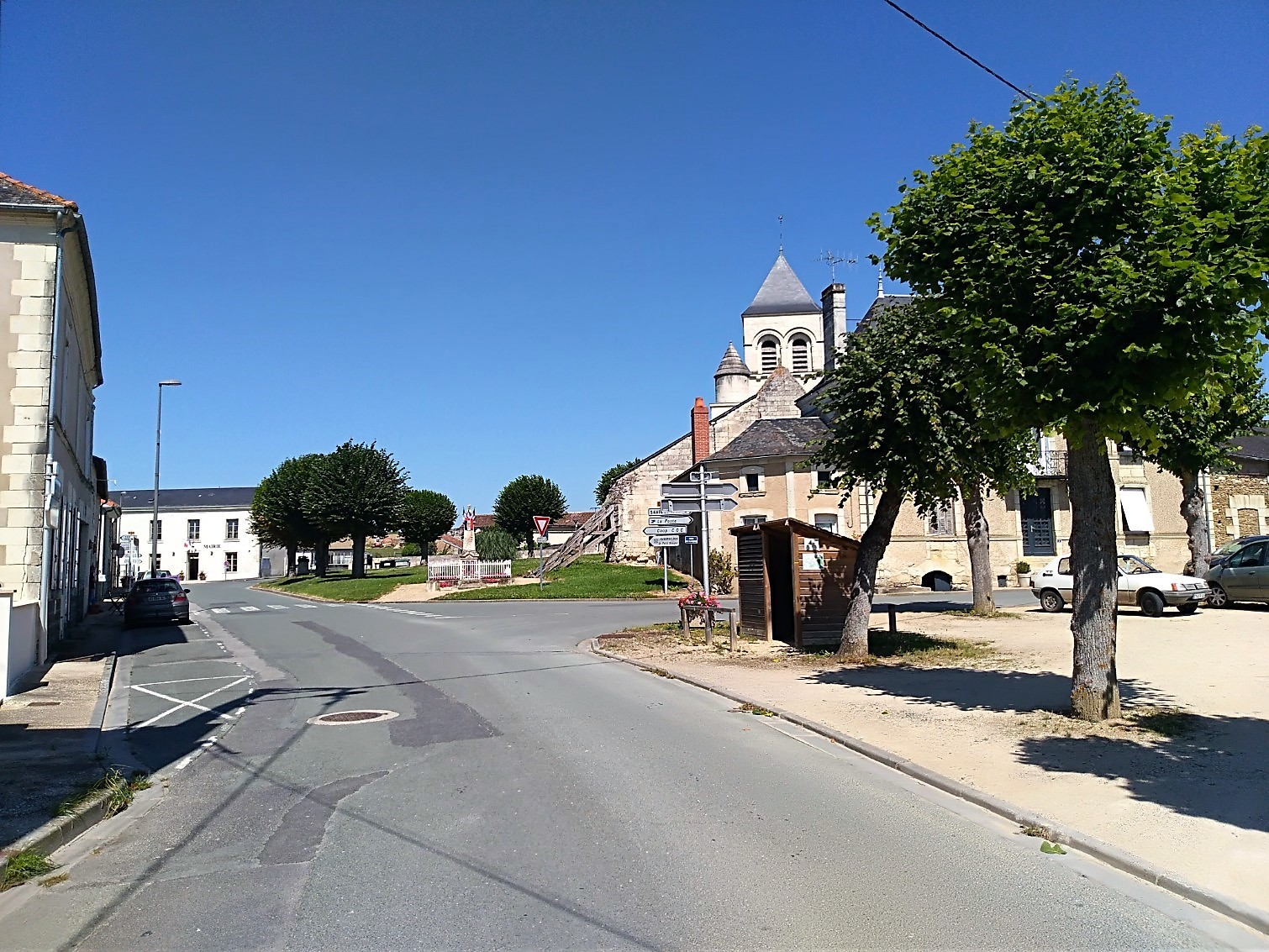
La place de la Libérté, place du village avec au premier plan, l'église Saint-Martin, et la mairie au fond à gauche

- Un marronnier est planté en 1870, comme arbre de la liberté, à la proclamation de la Troisième République[27].
- L'église Saint-Martin de Doussay. L'édifice a été classé au titre des monuments historique en 1984[28].
- Le bâtiment de la mairie-école qui date du XIXe siècle.
- Le lavoir qui se trouve à l'entrée du bourg et qui date du XIXe siècle. Il est alimenté par le ruisseau de la Dixme qui se jette ensuite dans l'Envigne.

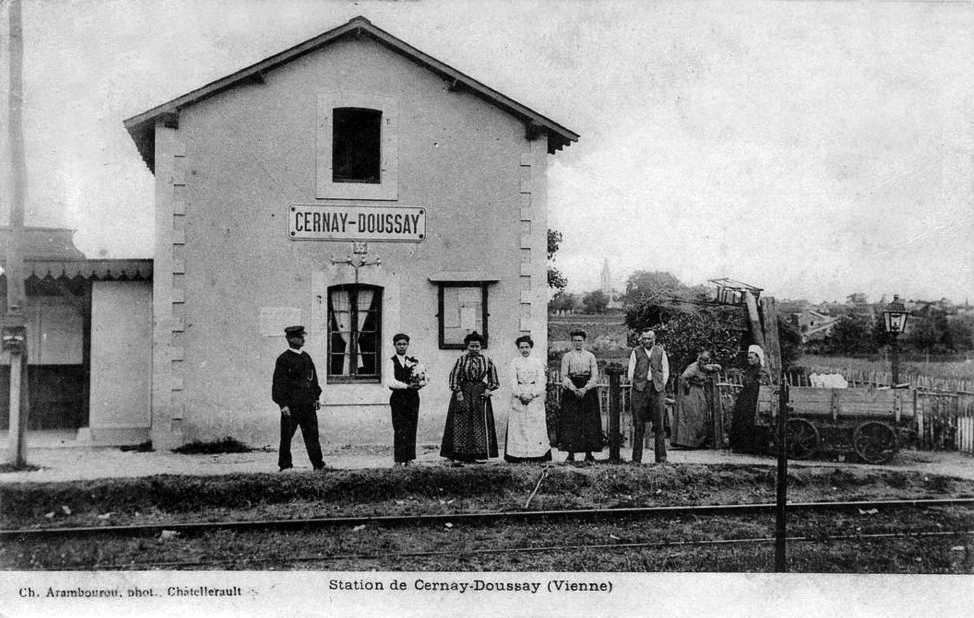
La Gare de Cernay - Doussay au hameau de “La Jutière” au début du.

- La gare de Cernay - Doussay, au lieu-dit “Le Colombier” près du hameau de “La Jutière”, ancienne halte ferroviaire sur la ligne Loudun - Châtellerault desservant la commune, et datant de 1885. L'ancienne voie ferrée qui a été en service jusqu'en 1985 est désormais aménagée en Voie Verte, lieu de promenade réservé aux piétons, cyclistes et cavaliers.
- Le pigeonnier-porche qui marque l'entrée d'un ensemble de bâtiments plus anciens, avec des servitudes comme le puits, le pressoir et le four. il est situé au lieu-dit la Closure. Le pigeonnier daterait de 1822 si on se fonde sur un écusson. Il abrite plusieurs centaines de boulins.
- L'ancien presbytère est situé dans le village. Il date des XVIIe et XVIIIe siècles.
- Le Pigeonnier du lieu-dit Beaudeau. Le pigeonnier est rond et il est construit à côté de dépendances construites en calcaire et en brique. La cour intérieur de Beaudeau daterait du XVIIe siècle et serait le seul témoignage d'un château aujourd'hui disparu. Le nom du château de Beaudeau apparaît en 1494.
- un autre pigeonnier au lieu-dit l'Angle
- un ancien lavoir / source captée au lieu-dit la Dixme
- un lavoir restauré "la Fontaine d'Amour" en limite de Cernay au lieu-dit le Colombler
- plusieurs anciens châteaux et belles demeures, dont le Bois Baudry au lieu-dit la Durandière, une tour à Mondon, une tour au Château, etc.
- les restes d'un moulin à vent au lieu-dit Moulin Quenet
- le monument aux morts place de l'Eglise,

### Articles de Wikipédia
- Liste des communes de la Vienne
- Anciennes communes de la Vienne